# Sintonitzador de ràdio

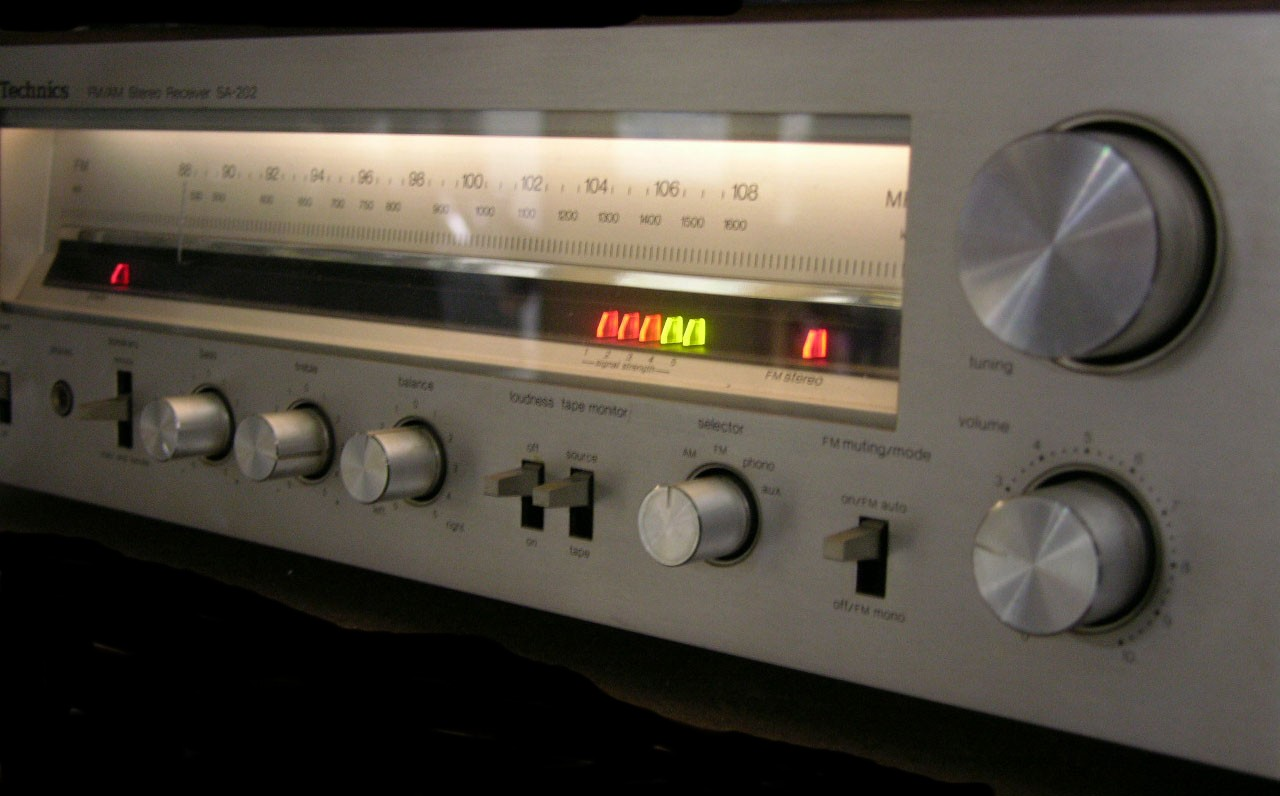
Sintonitzador de ràdio Technics

Un sintonitzador de ràdio és un circuit electrònic que rep l'entrada d'una antena, usa filtres electrònics per separar el senyal de ràdio desitjat de la resta de senyals captats des d'aquesta antena, l'amplifica a un nivell adequat per a un posterior processament, i finalment el converteix mitjançant la demodulació i la descodificació del senyal en algun tipus de forma adequat per a l'ús del consumidor, com so, imatges, dades digitals, valors mesurats, posicions de navegació, etc.

## Utilització

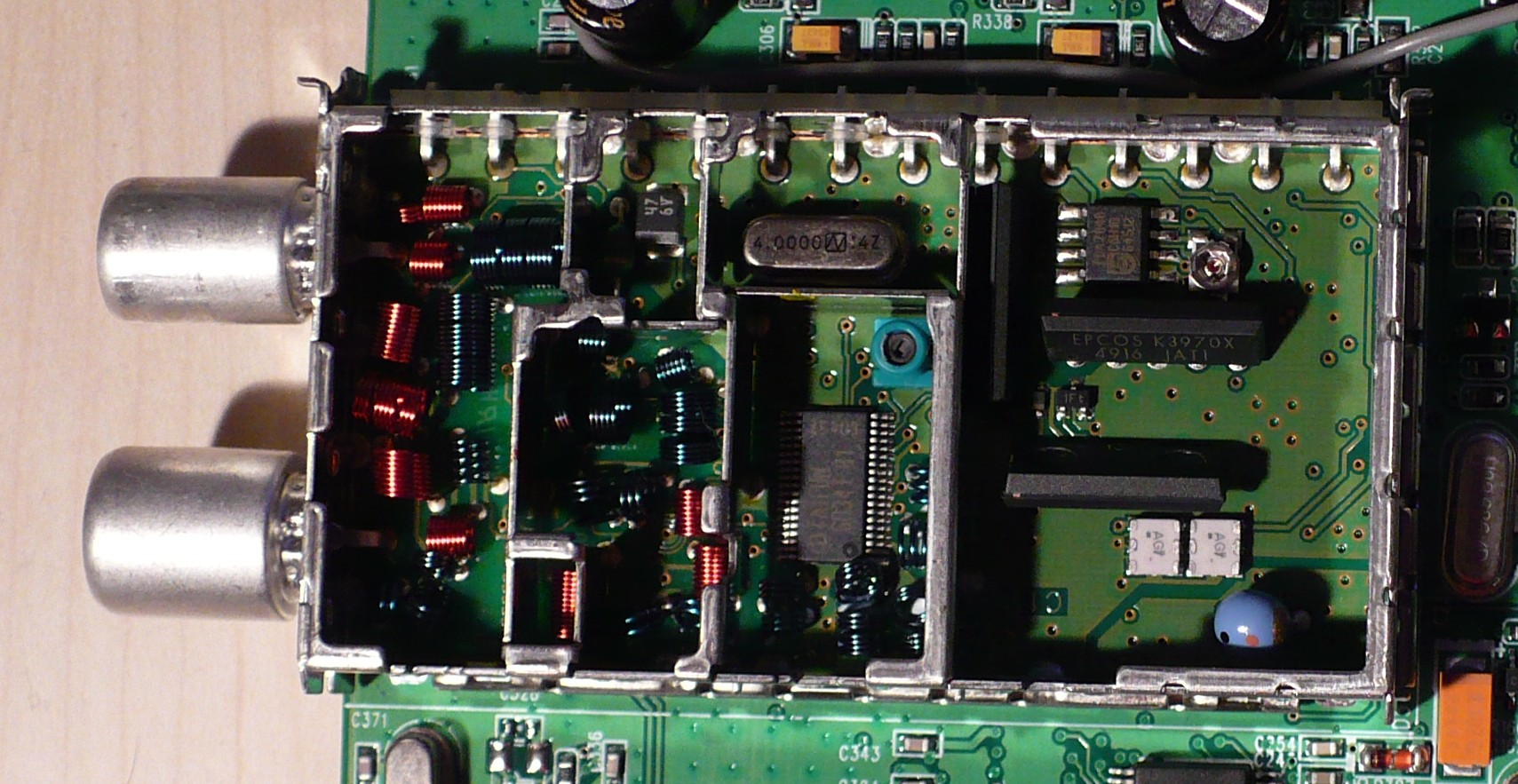
Triple sintonitzador per a ràdio, TV i DVB (Philips)

Els sintonitzadors estan presents en molts dispositius AV com ara receptors de ràdio i TV. També es troben als ordinadors (integrats o com un maquinari extern) per permetre la visualització de la televisió o escoltar la ràdio directament des de l'ordinador.
En els sintonitzadors moderns existents normalment es pot emmagatzemar la configuració d'una sèrie de canals de ràdio o televisió en forma de preseleccions.
Hi ha dos tipus de sintonitzadors:
- Sintonitzadors per sintonitzar els senyals analògics (que es transmeten de forma analògica).
- Sintonitzadors de sintonitzar senyals digitals (que es transmeten de forma digital).

També hi ha dispositius híbrids que tenen ambdós tipus de sintonitzadors.
La recepció en equips mòbils requereix un sintonitzador dual.

## Rang de freqüències d'un sintonitzador
- TV (40 a 860 MHz);
- TNT (170 a 860 MHz);
- Sintonitzador de satèl·lit (950 a 2150 MHz);
- AM (526,5-1.606,5, MW (ona mitjana) i 148,5 - 283,5 kHz en OL (LW) a Europa i Àfrica);
- Sintonitzador freqüència modulada (87,5 - 108 MHz);

## Receptor de ràdio vs. sintonitzador de ràdio
Un aparell rep el nom de receptor de ràdio (o simplement ràdio) si el dispositiu inclou un sistema de so i un o més altaveus. Se l'anomena sintonitzador en el cas d'un dispositiu d'hi-fi que només permet sintonitzar el senyal i cal connectar-lo a un amplificador per a poder escoltar-lo.